# Supertri E
Supertri E est le nom d'un circuit international de compétition de triathlon en salle, fondé en 2020 sous le nom d'Arena Games par la Super League Triathlon (Supertri) et en partenariat avec la Fédération internationale de triathlon (World Triathlon). 

## Historique
En août 2020 lors de la période de confinement, la Super League Triathlon (SLT) invente un nouveau format de course autour d'une compétition en salle qui mêle vie réel et course virtuelle. Comprenant 200 m de natation en bassin, 4 km de vélo ainsi que d'un km de course à pied effectué sur home-trainer et sur tapis reliés à l’application et plate-forme virtuelle Zwift. Cette série d’évènements propose une expérience de visionnage immersive qui permet aux spectateurs ou téléspectateurs de suivre au plus près les meilleurs triathlètes du monde et de recevoir en direct toutes les données relatives à la puissance, à la vitesse et au rythme cardiaque. Cette rencontre prend le nom d'Arena Games. Les athlètes effectuent alors trois triathlons : le premier est un enchaînement natation-vélo-course à pied, suivit d'un enchaînement vélo-course à pied-natation et pour le finir : course à pied-natation-vélo. Des points sont attribués à la fin de chaque triathlon pour chaque compétiteur en fonction de son classement. L’athlète ayant obtenu le plus de points à l'issue des trois épreuves est déclaré vainqueur. Cette première compétition a lieu dans le centre aquatique Zwemcentrum à Rotterdam aux Pays-Bas.
Le format est reconduit l'année suivante dans deux villes différentes : une nouvelle fois à Rotterdam et à Londres et se voit attribuer trois dates en 2022, Munich, Londres et Singapour en partenariat avec la Fédération internationale de triathlon (World Triathlon) en vue de décerner le premier titre de champion du monde « e-triathlon ». 
En novembre 2021, la SLT et World Triathlon ont déclaré qu'ils visent à amener le triathlon des « Jeux d'arène » à un niveau supérieur et que leur dernier partenariat est lié à l'ambition du Comité international olympique (CIO) de développer l'e-sport et le sport virtuel, qui figure dans son agenda olympique 2020 + 5 et a conduit au lancement de la série virtuelle olympique (Olympic Virtual Series) dont la première édition a eu lieu avant les Jeux de Tokyo 2020.
En avril 2022, pour la seconde manche de la saison, le centre aquatique de Londres accueille 1 700 spectateurs à guichets fermés.
En 2024, la compétition change de nom pour devenir les « Supertri E » en suivant l'évolution du nom de l'organisation qui devient : Supertri.

### Palmarès hommes
| Saison | Vainqueur                 | Temps       | 2e            | Temps       | 3e                        | Temps       |
| ------ | ------------------------- | ----------- | ------------- | ----------- | ------------------------- | ----------- |
| 2025   | Maxime Hueber-Moosbrugger | 36 min 43 s | Chase McQueen | 36 min 43 s | Maciek Bruździak          | 36 min 59 s |
| 2024   | Chase McQueen             | 34 min 7 s  | Max Stapley   | 34 min 28 s | Maxime Hueber-Moosbrugger | 34 min 37 s |

| Saison | Nbre d'épreuves | Vainqueur      | Points | 2e               | Points | 3e               | Points |
| ------ | --------------- | -------------- | ------ | ---------------- | ------ | ---------------- | ------ |
| 2023   | 3               | Henri Schoeman | 713    | Nicolò Strada    | 698    | Simon Westermann | 610    |
| 2022   | 3               | Alex Yee       | 694    | Justus Nieschlag | 678    | Aurélien Raphaël | 563    |

### Palmarès femmes
| Saison | Vainqueur           | Temps       | 2e                  | Temps       | 3e            | Temps       |
| ------ | ------------------- | ----------- | ------------------- | ----------- | ------------- | ----------- |
| 2025   | Cassandre Beaugrand | 39 min 46 s | Beth Potter         | 40 min 21 s | Julia Bröcker | 41 min 7 s  |
| 2024   | Beth Potter         | 36 min 3 s  | Cassandre Beaugrand | 36 min 37 s | Katie Zaferes | 37 min 10 s |

| Saison | Nbre d'épreuves | Vainqueur   | Points | 2e                | Points | 3e                   | Points |
| ------ | --------------- | ----------- | ------ | ----------------- | ------ | -------------------- | ------ |
| 2023   | 3               | Sophie Linn | 659    | Gina Sereno       | 589    | Rani Skrabanja       | 579    |
| 2022   | 3               | Beth Potter | 713    | Zsanett Bragmayer | 645    | Georgia Taylor-Brown | 626    |